# Sesbania mossambicensis
Sesbania mossambicensis är en ärtväxtart. Sesbania mossambicensis ingår i släktet Sesbania och familjen ärtväxter. Utöver nominatformen finns också underarten S. m. mossambicensis.